# Batalla de Woden's Burg (715)
La Crónica anglosajona recuerda una batalla en el año 715 en Woden Burg, el neolítico túmulo largo ahora conocido como la tumba de Adam, cerca de Marlborough, Wiltshire. La entrada dice: "Su Ine 7 Ceolred fuhton æt Woddes beorge." (Allí Ine y Ceolred lucharon en el cerro Woden.)
Ine era el rey Wessex y Ceolred era el de Mercia. La identidad del enemigo se desconoce.
La Crónica anglosajona también recuerda una batalla anterior en el mismo sitio. El área era de importancia estratégica ya que se ubicaba cerca del antiguo cruce de caminos entre Ridgeway y Wansdyke.